# 卡塔利娜·乌斯梅
玛丽亚·卡塔利娜·乌斯梅·皮内达（西班牙語：María Catalina Usme Pineda；1989年12月25日—），哥伦比亚女子足球运动员，司职前鋒，目前效力于加拉塔薩雷女子足球俱樂部和哥伦比亚国家女子足球队。她曾代表哥伦比亚参加2024年夏季奥林匹克运动会女子足球比赛。